# Grönstarr
För ögonsjukdomen, se glaukom.
Grönstarr (Carex demissa, tidigare Carex tumidicarpa), är en art i släktet starrar och familjen halvgräs. Knagglestarrgruppen, där knagglestarr, näbbstarr, jämtstarr, grönstarr, ärtstarr, liten ärtstarr och ävjestarr ingår, växer tuvade och har bleka basala slidor. Dess honax är taggiga och kort- eller långskaftade. Nedre stödbladen är långa och gröna. Hybrider mellan ängsstarr och knagglestarr blir sterila, medan övriga blir fertila. Grönstarr växer småtuvad och dess klargröna blad blir från tre till sex mm breda, ofta utåtböjda och lika långa som stråna. Det enda hanaxet är långskaftat, medan de två till fyra honaxen är kortskaftade, med de nedre glest isär från andra. Axens nedre stödblad är längre än stråna. De blekbruna axfjällen är spetsiga och har en grön nerv. De gröna till gulgröna fruktgömmena blir från 2,5 till 4 mm, är inte uppblåsta, har tydliga nerver och cirka en mm lång rak näbb. Hybrider med ängsstarr och ärtstarr är ganska vanligt. Grönstarr blir från 15 till 30 cm hög och blommar från juni till juli.

## Utbredning
Grönstarr är vanlig i Norden och återfinns vanligen på fuktig, mager mineralrik mark, såsom skogskärr, bäckkanter, stränder, fuktängar, diken, strandsnår, stigkanter och körvägar. Dess utbredning i Norden sträcker sig till södra och mellersta Sverige (även om kartläggning saknas i övriga Sverige), Öland, Gotland, Åland, områden i södra Finland, Bornholm, nästan hela Danmark och Färöarna. (Osäkerhet råder då det gäller Island.)
- Referens: Den nya nordiska floran ISBN 91-46-17584-9